# Liechtenstein-Kastelkorn

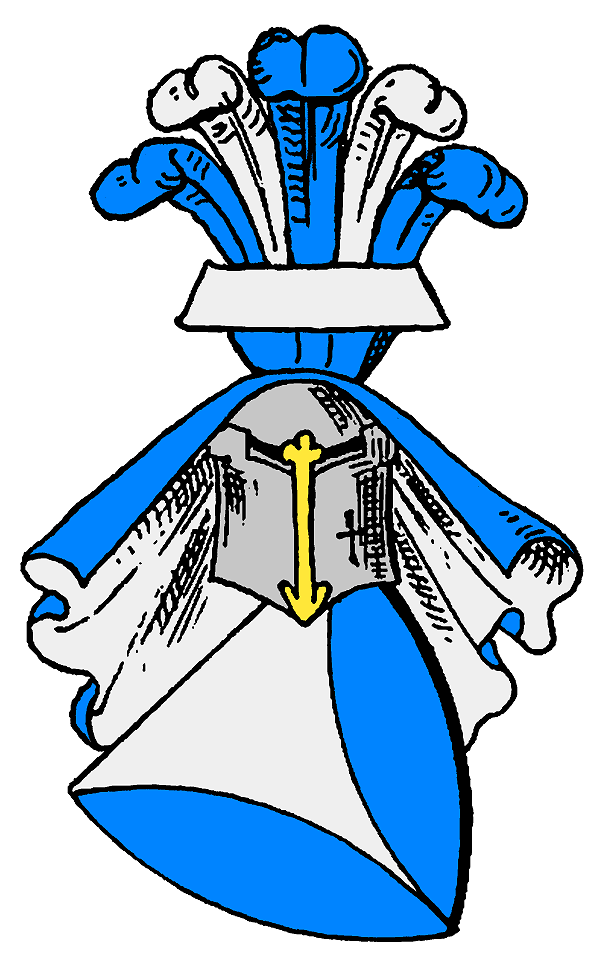
Stammwappen derer von Liechtenstein-Kastelkorn

Das ehemals mährische Adelsgeschlecht Liechtenstein-Kastelkorn (auch Liechtenstein-Castelcorn, Lichtenstein-Kastelkorn), stammte ursprünglich aus Südtirol. Sein Stammsitz war die Burg Lichtenstein in Leifers bei Bozen, die vermutlich im 12. Jahrhundert als Hauptstützpunkt des Bistums Trient errichtet wurde.
Mit dem 1608 bzw. 1623 gefürsteten Fürstenhaus von und zu Liechtenstein, dessen Name auf die Burg Liechtenstein in Niederösterreich zurückgeführt wird, und dem steirischen Ministerialengeschlecht von Liechtenstein mit Stammsitz auf der Burg Liechtenstein bei Judenburg, aus dem der mittelalterliche Dichter Ulrich von Liechtenstein stammte, besteht lediglich eine Namensgleich- bzw. -ähnlichkeit, ferner gab es Lichtensteiner in Franken und solche auf der schwäbischen Burg Alt-Lichtenstein.

## Tiroler Zeit
Die Lichtenstein (auch Liechtenstein) waren ursprünglich Ministerialen der Bischöfe von Trient und der Grafen von Tirol. 1387 wurden die Herren von Lichtenstein mit den Burgen und Gerichten von Karneid und Steinegg belehnt. Die späteren Grafen von Liechtenstein-Kastelkorn konnten diesen Besitz bis zu ihrem Aussterben im Jahre 1764 halten. Auch hielten die Liechtensteiner Besitz in der Stadt Bozen: 1490 ist in der dortigen Wangergasse (der heutigen Bindergasse), der Bestand „der Liechtenstainer hausung“ urkundlich bezeugt. Das Liechtensteinische Amtshaus befand sich hingegen am Musterplatz an der Stelle des im 18. Jahrhundert errichteten Palais Pock.

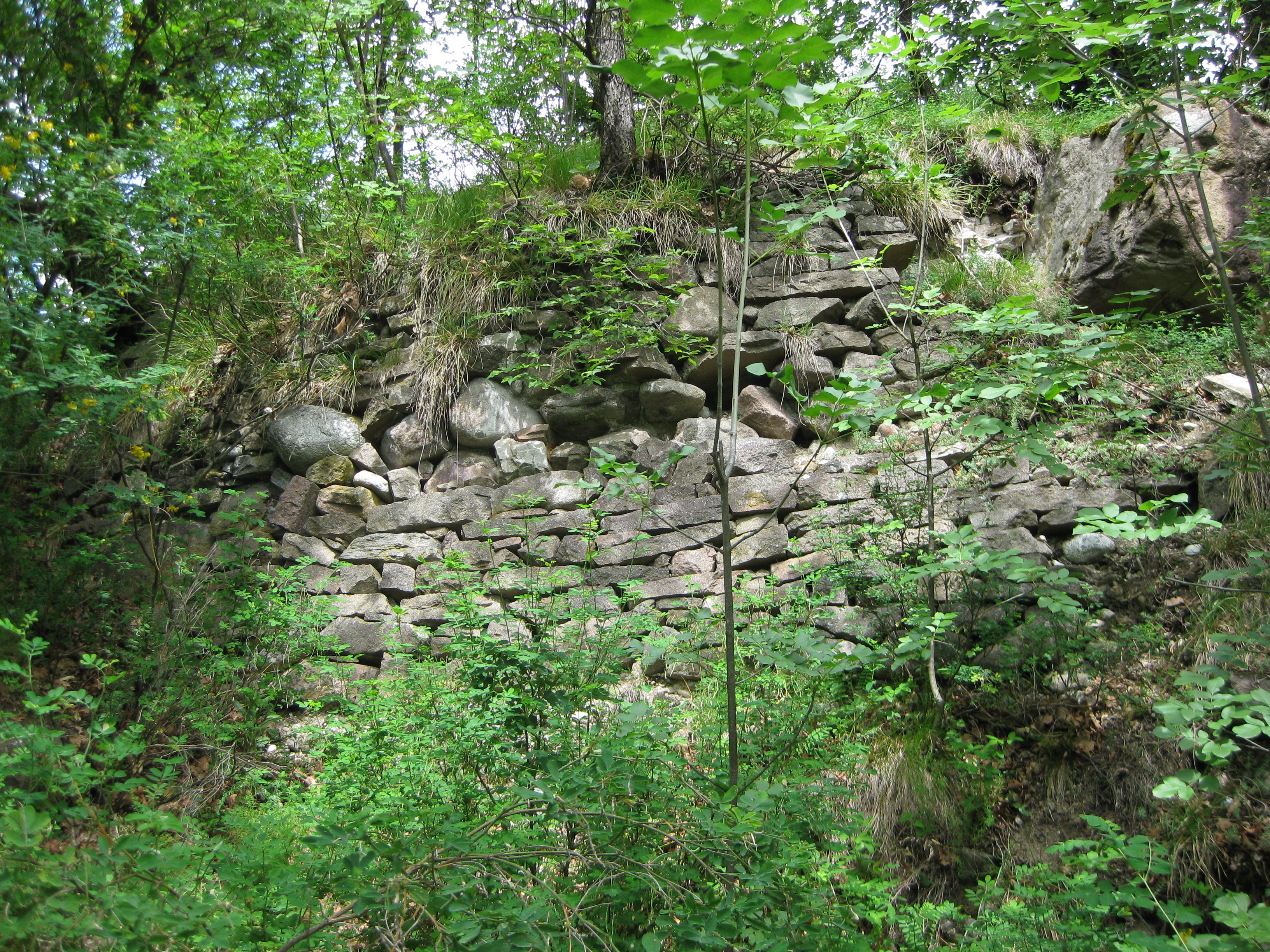
Ruine der Burg Lichtenstein in Leifers bei Bozen
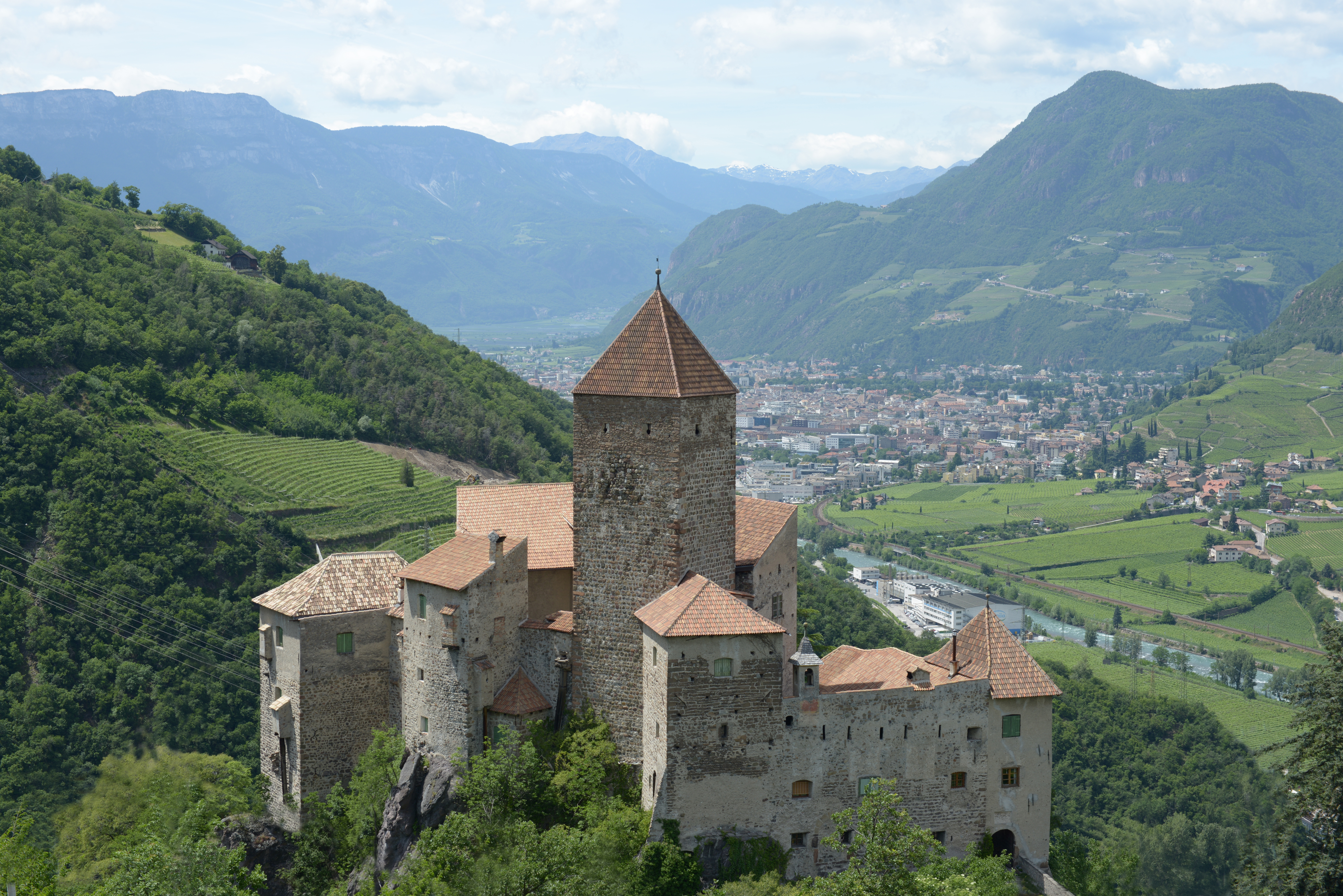
Burg Karneid bei Bozen

Das Tiroler Geschlecht stellte selbst zwei Bischöfe von Trient, Georg I. von Lichtenstein (Bischof 1390–1419) und Ulrich IV. von Lichtenstein (Bischof 1493–1505). Es erscheint erstmals 1472 in den Tiroler Adelsmatrikeln.
Eine der drei Linien dieses Hauses war die des Landeshauptmannes Wilhelm von Lichtenstein, der mit seiner Gemahlin, einer geborenen von Stötten u. a. die Kinder Balthasar († 1478) und Ursula (verh. Gräfin Fugger, † 1573) hatte.
Paul von Li(e)chtenstein (* um 1460; † zwischen 4./10. Juni 1513 in Augsburg) war Hofmarschall und Vertrauter Maximilian I. Er war Pfleger der Gerichtsämter Thaur bei Innsbruck und Sarnthein bei Bozen. 1499 wurde er mit Castelcorno in Isera bei Rovereto belehnt, von dem der Namenszusatz Kastelkorn abgeleitet ist. 1502 erwarb er Schloss und Herrschaft Schenna bei Meran und baute es zum Familiensitz aus, und 1505 erhielt er die Hauptmannschaft Rattenberg am Inn als Pfandschaft.
Sein Vater Balthasar († 1478) stand in den Diensten des Bischofs von Trient und des Erzherzogs Sigismund von Tirol. Er war mit Dorothea Fuchs von Fuchsberg verheiratet.

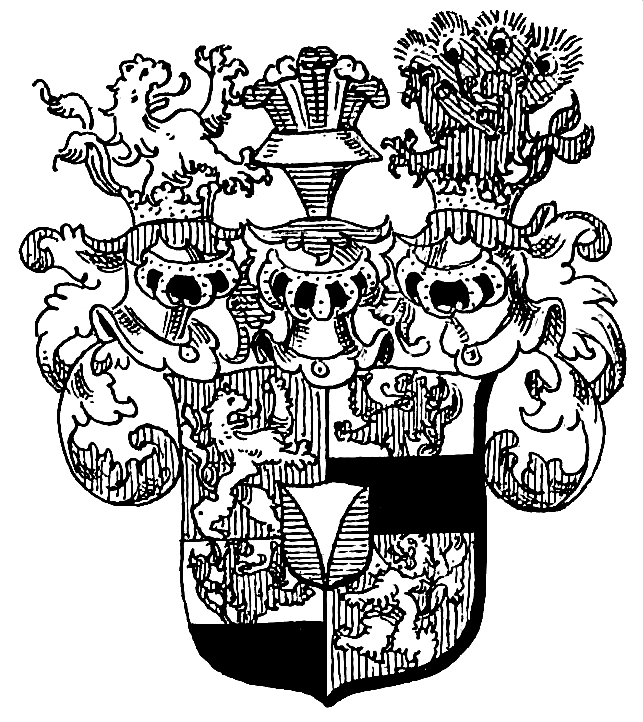
Wappen Liechtenstein-Kastelcorn 1506

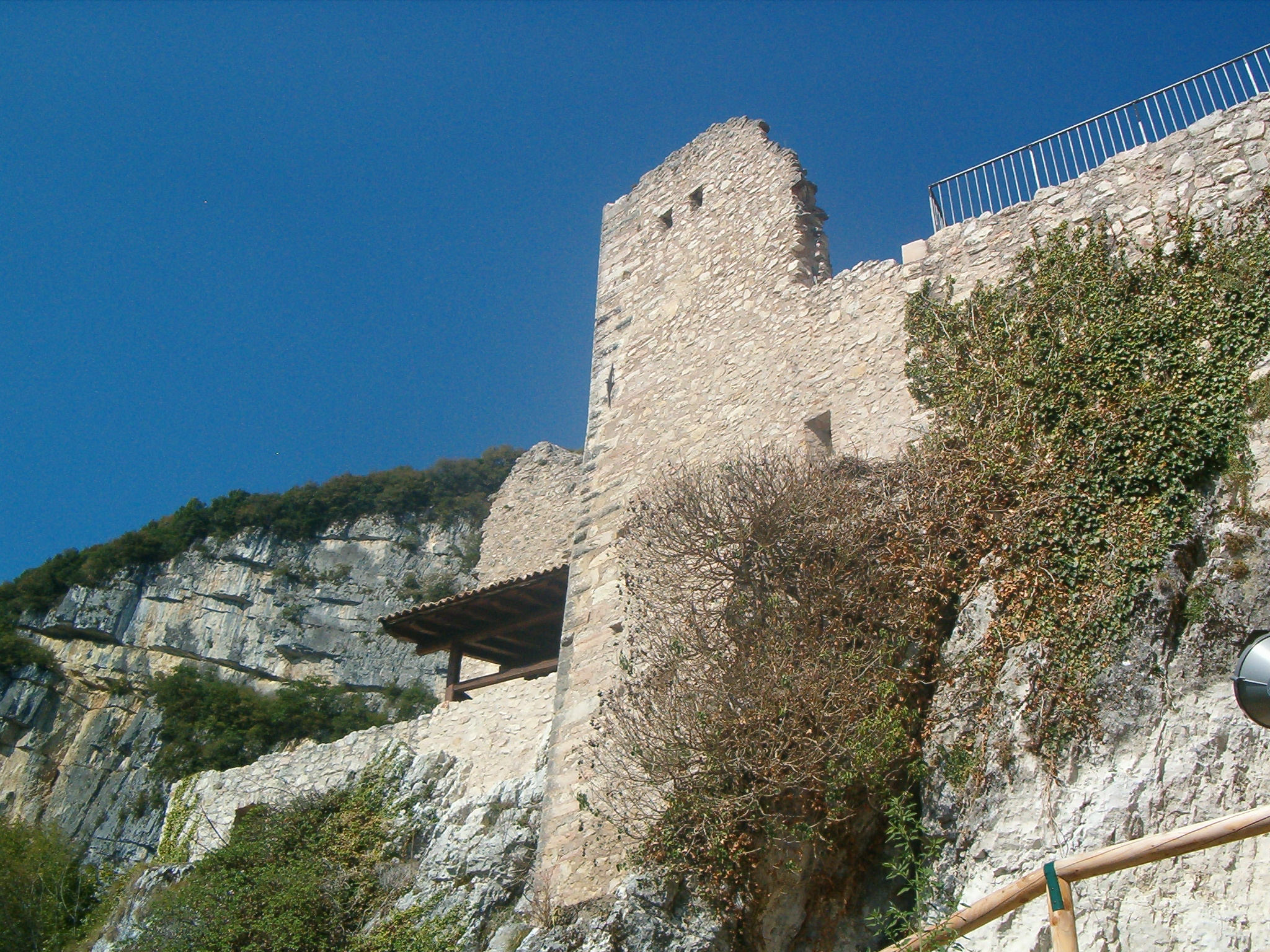
Castel Corno in Isera
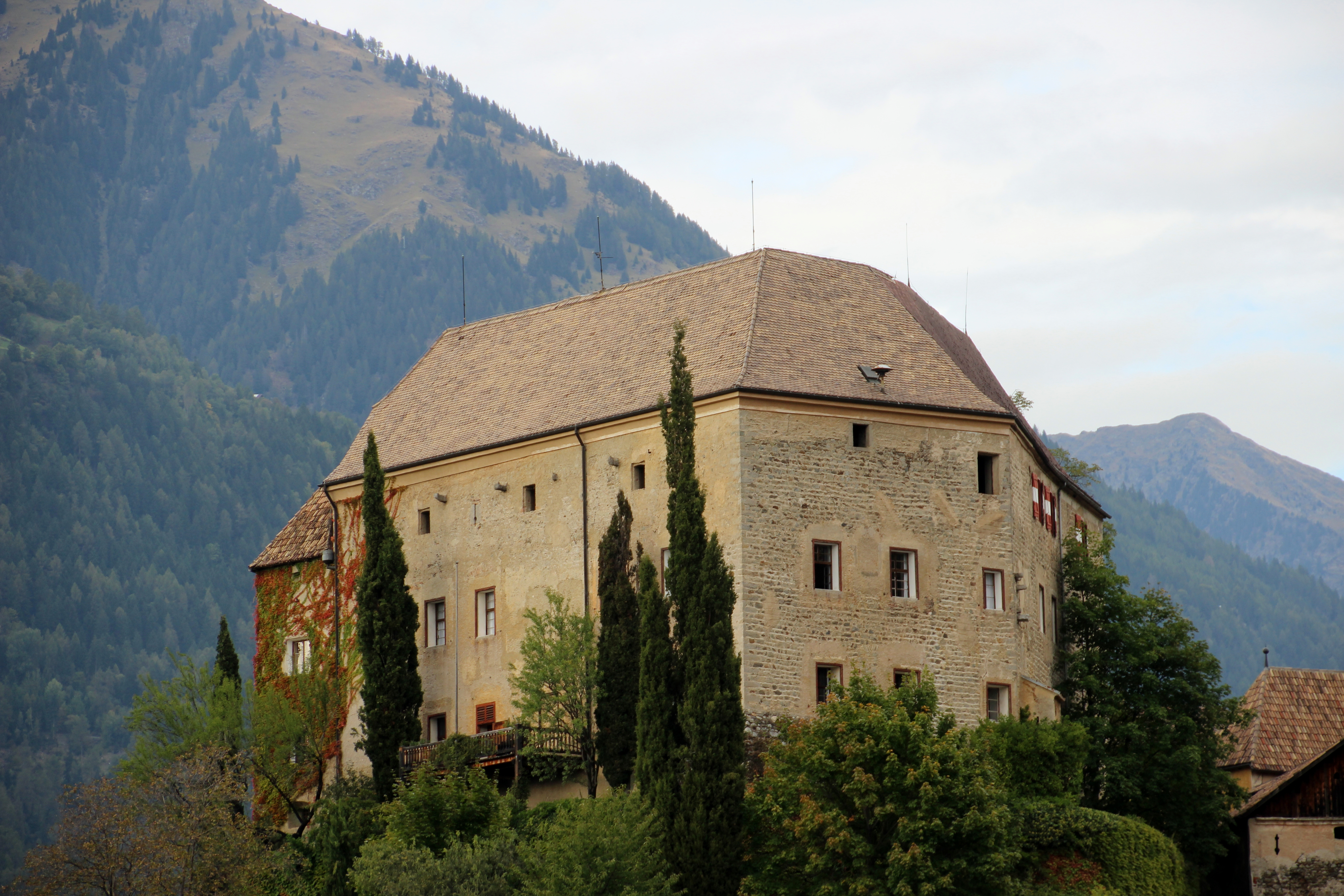
Schloss Schenna

## Wappen
- Das Stammwappen zeigt in Blau eine gestürzte silberne Spitze. Auf dem Helm mit blau-silbernen Decken ein gestürzter, silbern aufgeschlagener Heidenhut, darin fünf abwechselnd blaue und silberne Straußenfedern.
- Das gräfliche Wappen von 1663 ist geviert mit dem Stammwappen als Herzschild; 1 und 4 in Rot ein doppelschwänziger silberner Löwe, 2 und 3 geteilt, oben in Silber ein doppelschwänziger roter Löwe, unten schwarz. Drei Helme, rechts mit rot silbernen Decken der Löwe aus 1 wachsend, in der Mitte Decken und Kleinod des Stammwappens, links mit rot-silbernen Decken das ganze Feld 2 vor natürlichem Pfauenstutz.[4]

## Mährischer Familienzweig

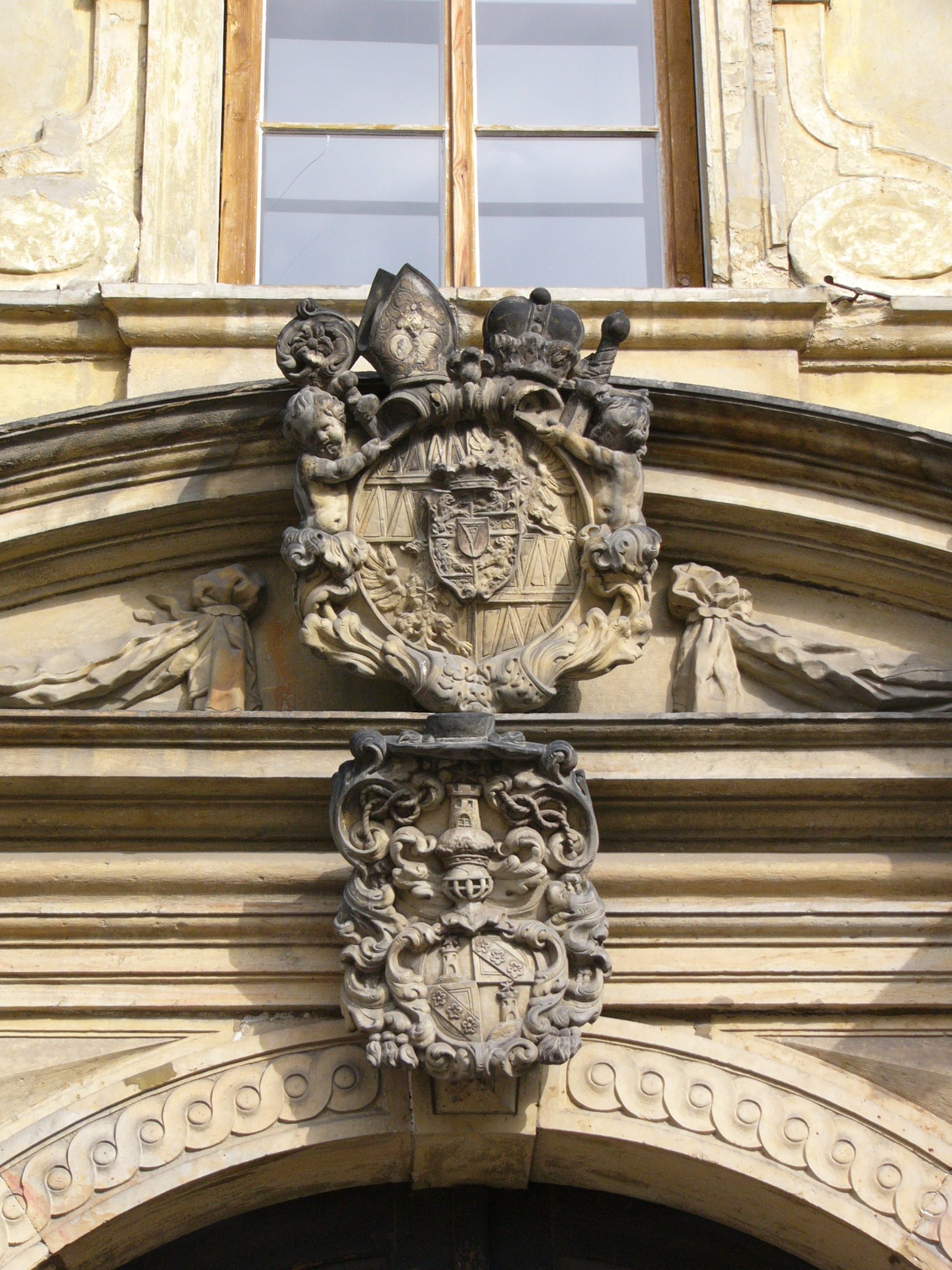
Karl II. von Liechtenstein-Kastelkorn – Wappen in Olmütz

Die Genealogie der mährischen Linie beginnt mit vier Brüdern. Über sie und ihre Nachkommen ist (bruchstückhaft) bekannt:
- Johann Christoph (*? 1591–1643) war 1624–1643 Bischof von Chiemsee.
- Konstantin war 1612–1635 Domherr in Salzburg.
- Rudolf Philipp (Philipp Rudolf) war mit Klara Freiin Vintler von Runkelstein verheiratet. Als kaiserlicher General hatte er im Oktober 1622 die Grafschaft Glatz erobert, wo er Landeshauptmann wurde und wo ihm ab 1625 die konfiszierten Güter Kunzendorf, Heinzendorf, Altlomnitz, Gabersdorf und das Freirichtergut in Rothwaltersdorf gehörten. 1634 tauschte er die Glatzer Güter gegen die Herrschaft Krumbach in Schwaben.
  - Karl (1623–1695): Rudolf Philipps Sohn war als Karl II. 1623–1695 Bischof von Olmütz.
- Christoph Paul (1604–1648) war kaiserlicher Kämmerer und Erblandhofmeister im Elsass. Seit 1623 gehörte ihm in Mähren die Burg Pernstein und später auch die Herrschaft Blauda. 1643 wurde er Landeshauptmann der Markgrafschaft Mähren. Er war in erster Ehe ab 1623 mit Esther Seidlitz von Schönfeld, in zweiter Ehe ab 1636 mit Maximiliane Gräfin von Salm-Neuburg (* 1608, † 8. Dezember 1663[5]) verheiratet.[6]
  - Maximilian (1611–1675)[7], ein Neffe[8] Christoph Pauls, erbte Besitzungen im Elsass; er erhielt 1640 das mährische Inkolat und 1663 den Grafentitel. Er war verheiratet mit Cäcilia Radegunde geb. Freiin Bemmberg (Bemmelberg) und Hohenburg. Seine Söhne waren Christoph Philipp und Max Adam.[9]
    - Maximilian Adam war Kanoniker, Domherr in Olmütz und Salzburg sowie Propst in Brünn. Er starb 1709.[10]
    - Franz Karl , verheiratet mit Katharina Karolina geb. Freiin von Pawlowsky, war Kaiserlicher Geheimer Rat. Er vergrößerte das Familiengut um den Großhof Pohořelice. Er starb 1706. Er hatte zwölf Kinder, darunter die Söhne Philipp Paul, Jakob Ernst, Maximilian Rudolf und Thomas Josef. Die Vormundschaft über die Kinder und die Verwaltung des Vermögens übernahm sein Bruder Max Adam.
      - Jakob Ernst (1690–1747), der älteste Sohn, war Bischof der Diözese Graz-Seckau, Fürstbischof von Olmütz und Erzbischof der Erzdiözese Salzburg.
      - Maximilian Rudolf, mittlerer Bruder von Jakob Ernst, erhielt 1724 Malenovice mit Tečovice, Lhotka, Louka, Bohuslavice und Lhota. Er starb 1739; sein Vermögen erbten seine Brüder Jakob Ernst und Thomas Josef. 1740 überließ Thomas Josef seinen Anteil dem Bruder Jakob Ernst.
      - Maria Theresia, Tochter des Franz Karl von Lichtenstein-Castelcorn und der Katharina Florentina Karolina Pavlovská von Pavlovic, heiratete Franz Dominik Valerian Grafen Podstatzky Freiherrn von Prussinowitz (* 1678, † 1741).[11]

    - Christoph oder Christof Philipp(† 1685) war verheiratet mit Maria Barbara Slavata Gräfin von Chlum und Koschumberg († 1684);[9] das Paar hatte drei Kinder: Franz Anton (1679–1761), Maria Barbara und Maria Franziska.
      - Der Sohn Franz Anton überlebte 2 Kinder, Franz Anton und Johann.[9] Er hatte nach dem Tod des Generals des Karmeliterordens Johann Karl Joachim von Slawata (Jan Karel Jáchym Slavata), der ein Enkel des Wilhelm Slawata gewesen war und mit dessen Tod 1712 das Geschlecht der Slavata erloschen war, dessen Ländereien, darunter Teltsch, geerbt. Mit dem Tode Franz Antons 1761 starb das Geschlecht im Mannesstamme aus. Er vermachte die Herrschaft Telč seinem Vetter Alois Graf Podstatský von Prusinowitz (Bruder des Olmützer Domdechanten Leopold Anton von Podstatzky) mit der Bedingung, dass Name und Wappen der Liechtenstein-Kastelkorn mit denen der Podstatský-Prusinowitz verbunden werden. Seit 1762 führt dieser Familienzweig den Namen Podstatzky-Lichtenstein.

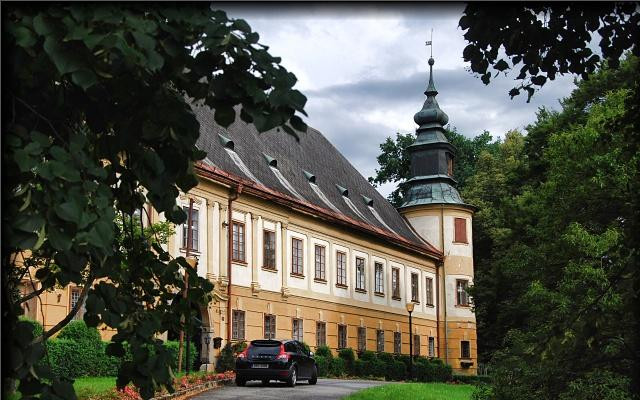
Schloss Bludov (Blauda)
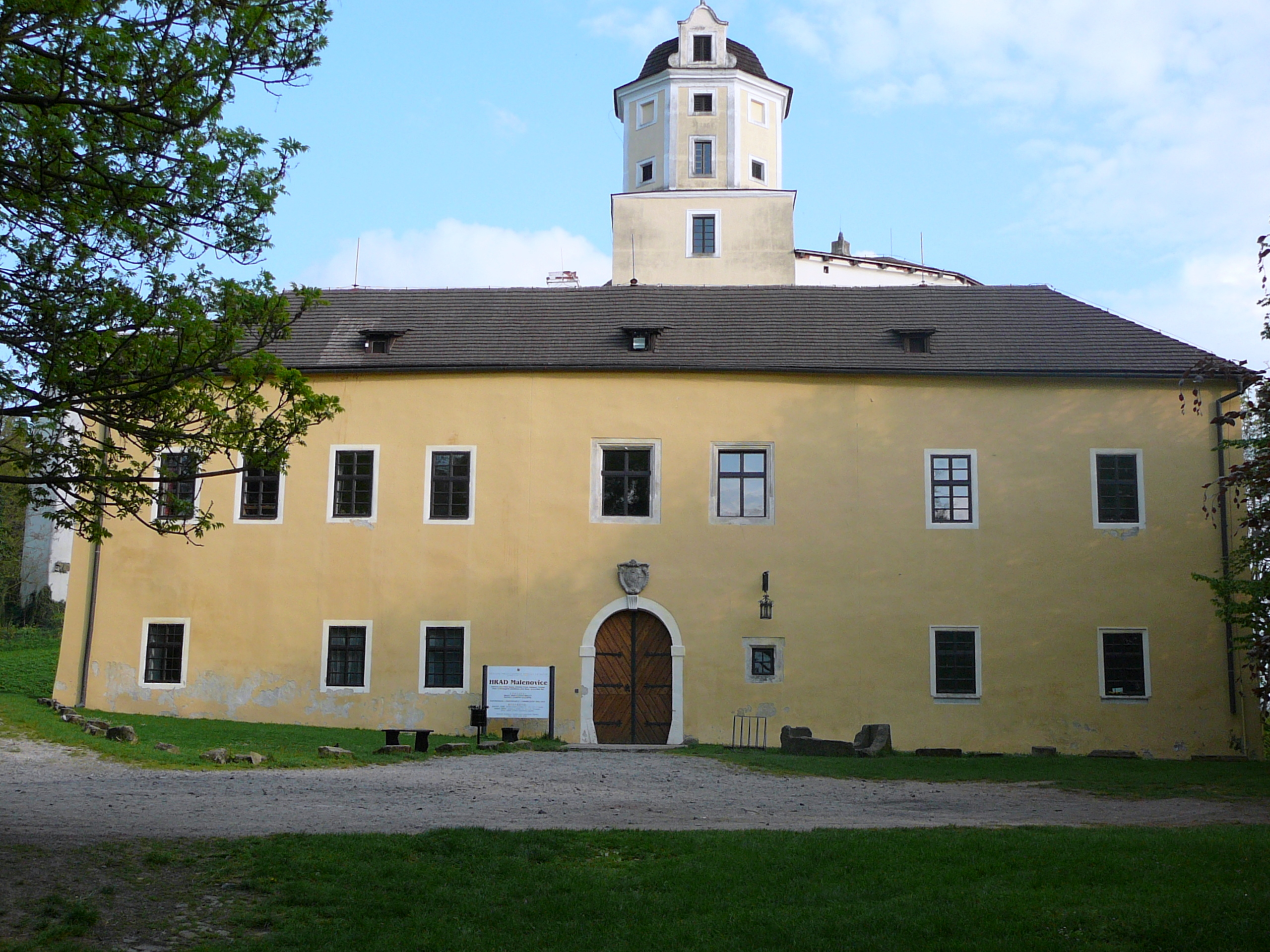
Burg Malenovice
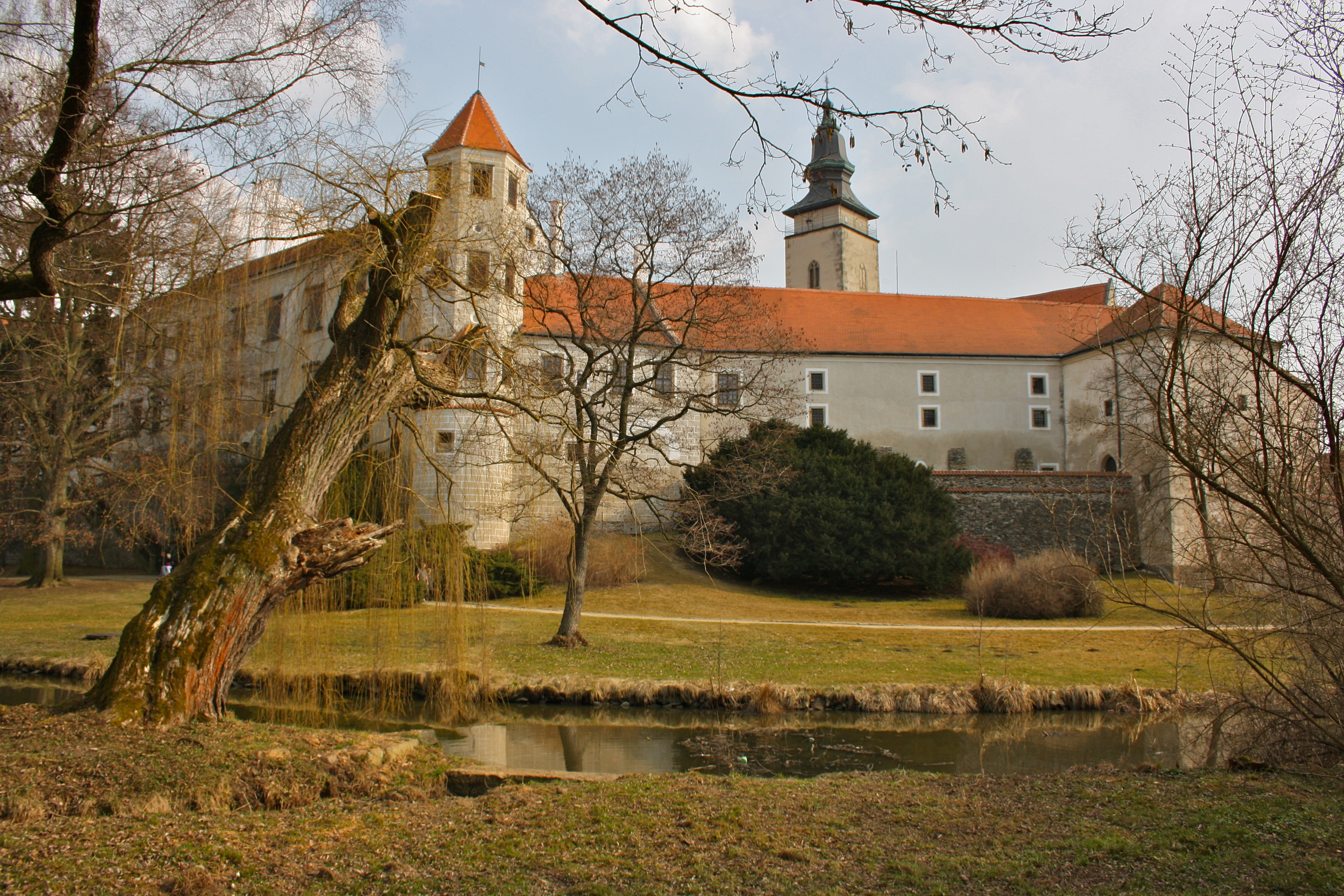
Schloss Telč

## Besitzungen in Mähren
Besitzungen in Mähren waren Bludov, Bítovanky, Borovná, Chromeč, Königseck, Krasonice, Malenovice, Pohorzelitz, Pernstein, Slavětice, Studená, Teltsch, Zlabings und Zdeňkov.